# Pluto (piesă de teatru)
Pluto (în engleză: The God of Hell, cu sensul de Zeul Iadului) este o piesă de teatru a dramaturgului american Sam Shepard. Piesa a fost scrisă parțial ca un răspuns la evenimentele din 11 septembrie 2001. În mijlocul intrigii sunt producătorul de lactate din Wisconsin Frank și soția sa Emma și modul în care viața lor pașnică din America de Mijloc este distrusă de domnul Welch, un angajat guvernamental misterios, ultra-patriotic, în urmărirea vechiului prieten al lui Frank, Haynes.
The God of Hell a fost pus în scenă pentru prima dată la The Actors Studio Drama School Theatre din New York. A fost regizat de Lou Jacob cu actorii Tim Roth ca Welch, Randy Quaid ca Frank, J. Smith-Cameron⁠(d) ca Emma și Frank Wood ca Haynes. Avanpremiera a început la 29 octombrie 2004, cu premiera oficială la 16 noiembrie 2004. Spectacolul s-a încheiat la 28 noiembrie 2004.
În octombrie 2005, piesa a avut premiera europeană la Donmar Warehouse⁠(d) din Londra cu Lesley Sharp⁠(d) ca Emma, Ben Daniels ca Welch, Stuart McQuarrie ca Frank și Ewen Bremner ca Haynes.
Piesa a avut premiera australiană la 7 aprilie 2007. Regizat de Robyn Mclean, rolurile principale au fost interpretate de Russel Newman ca Frank, Paul Bertram ca Haynes, Ripely Hood ca domnul Welch și Annie Cossins ca Emmei, cu Simon Fox ca manager de scenă.
A avut premiera în România în noiembrie 2018 la Teatrul Unteatru în regia lui Cristian Balint, cu Bogdan Nechifor, Irina Antonie, Liviu Romanescu și Cristian Balint în rolurile principale.